# Kim Jung Gi
Kim Jung Gi (ur. 1975 w Goyang, Korea Południowa, zm. 3 października 2022 w Paryżu) – południowokoreański artysta grafik, rysownik komiksów oraz manw.

## Życiorys
Pierwszą publikacją Kima był komiks Funny Funny w magazynie „Young Jump”. W 2008 razem ze scenarzystą Seung-Jin Park stworzył 6 tomów TLT, Tiger the Long Tail. Ilustrował też w 2014 komiks Jean-David Morvana SpyGames.